# عملات أستراليا
تشير العملات المعدنية الأسترالية إلى العملات المعدنية التي كانت أو لا تزال قيد الاستخدام كعملة أسترالية. فخلال الأيام الأولى للمستعمرات التي شكلت أستراليا استخدمت العملة الأجنبية وكذلك البريطانية ولكن في عام 1910 -بعد عقد من الاتحاد- قدمت العملات المعدنية الأسترالية. ثم استخدمت أستراليا الجنيه الإسترليني والشلن والبنس حتى عام 1966 وذلك عندما اعتمدت النظام العشري حيث كان الدولار الأسترالي مقسمًا إلى 100 سنت.

## العملات الأولى
لمدة سنوات عديدة بعد تأسيس أول مستعمرة أسترالية وهي نيو ساوث ويلز (أن أس دبليو) وذلك في عام 1788 لم يكن لديها عملة خاصة بها واضطرت إلى الاعتماد على عملات البلدان الأخرى. وخلال الأيام الأولى للمستعمرة كانت السلع مثل القمح تستخدم أحيانًا كعملة بسبب نقص العملات المعدنية. كما نفذت العديد من المعاملات باستخدام أوراق الدين أو نظام المقايضة والذي شمل الاتجار بالكحول والمعروف باسم "عملة الروم" وهو النظام الذي حُلّ عندما أصبح ماكواري حاكماً في الأول من يناير 1810.
كانت الدولارات الإسبانية تُقطع أحيانًا إلى أرباع ثم إلى أجزاء 2/3 و1/3 حيث كانت الأجزاء 2/3 (1/6 من العملة الأصلية) تُعتبر "الشلنات" والأجزاء 1/3 (1/12 من العملة الأصلية) "ستة بنسات" في عام 1791 حدد الحاكم فيليب من نيو ساوث ويلز قيمة الدولار الإسباني بما يعادل خمسة شلنات.
بموجب المرسوم الذي أصدره في 19 نوفمبر 1800 الحاكم فيليب جيدلي كينج كانت العملات الحادية عشر التالية بمثابة عملة قانونية بقيمة تبادلية:
- جوهانا الذهبية (عملة البرتغال بقيمة 12800 ريال) = 4 جنيهات إسترلينية (أربعة جنيهات)
- نصف جوهانا من الذهب (عملة برتغالية بقيمة 6400 ريال) = 2 جنيه إسترليني/0/- (جنيهين)
- غينيا = 1/2 جنيه إسترليني (جنيه واحد وشلنان)
- موهور الذهب = 1/17/6 جنيه إسترليني (جنيه واحد و17 شلن وستة بنسات).
- الدولار الأسباني = 5 شلن.
- دوقية = 9/6 (9 شلن و 6 بنسات).
- الروبية = 2/6 (2 شلن و 6 بنسات).
- باغودا = 8/- (8 شلنات) . .
- الجيلدر الهولندي = 2/- (2 شلن).
- الشلن الإنجليزي = 1/1 (1 شلن و 1 بنس).
- عملة نحاسية وزنها 1 أونصة = 2 بنس.[2]

كان لدى المستوطنين بعض عملات جورج الثالث بقيمة بنس واحد والتي كانت تسمى "بنسات كارتويل". وأصبحت هذه أول العملات البريطانية التي تُصّدر رسميًا إلى المستعمرات الأسترالية وعلى هذا يمكن اعتبارها العملات الرسمية الأولى لأستراليا. قاموا بتأريخهما إلى عامي 1797 و1799 مع وجود بريتانيا على أحد الجانبين والملك جورج الثالث على الجانب الآخر.
في عام 1812 اشترى حاكم نيو ساوث ويلز لاكلان ماكواري عملات الدولار الإسباني بعد وصول السفينة سامارانج إلى ميناء جاكسون بـ 40 ألف دولار إسباني ودفع أربعة شلنات وتسعة بنسات مقابل كل دولار. حيث كان قلقًا من أن العملات المعدنية ستصّدر بسرعة خارج المستعمرة لذا قام بقطع ثقوب في منتصفها لمحاولة الاحتفاظ بها في أستراليا. وكانت هذه العملات تُعرف باسم دولارات هولي (التي تقدر قيمتها بخمسة شلنات) وكانت القطعة الموجودة في المنتصف تسمى "الدامب" (التي تقدر قيمتها بحوالي 15 بنسًا). وقد أعلنت كل منهما كعملة قانونية في 30 سبتمبر 1813 ودخلت حيز التداول في عام 1814.
أصبحت العملة البريطانية العملة الرسمية للمستعمرات الأسترالية بعد عام 1825، حيث تم استيراد عملات بريطانية بقيمة تقترب من 100 ألف جنيه إسترليني خلال الفترة 1824-1825. لم يعد الدولار المثقوب عملة قانونية بعد عام 1829. كان الدولار المثقوب الأكثر شهرة هو "رأس هانيبال" وهي عملة فريدة من نوعها تحمل صورة الملك جوزيف الأول ملك إسبانيا. بيع رأس هانيبال في مزاد عام 2018 إلى جامع خاص مقابل 500 ألف دولار.

## العملات الذهبية والملوك

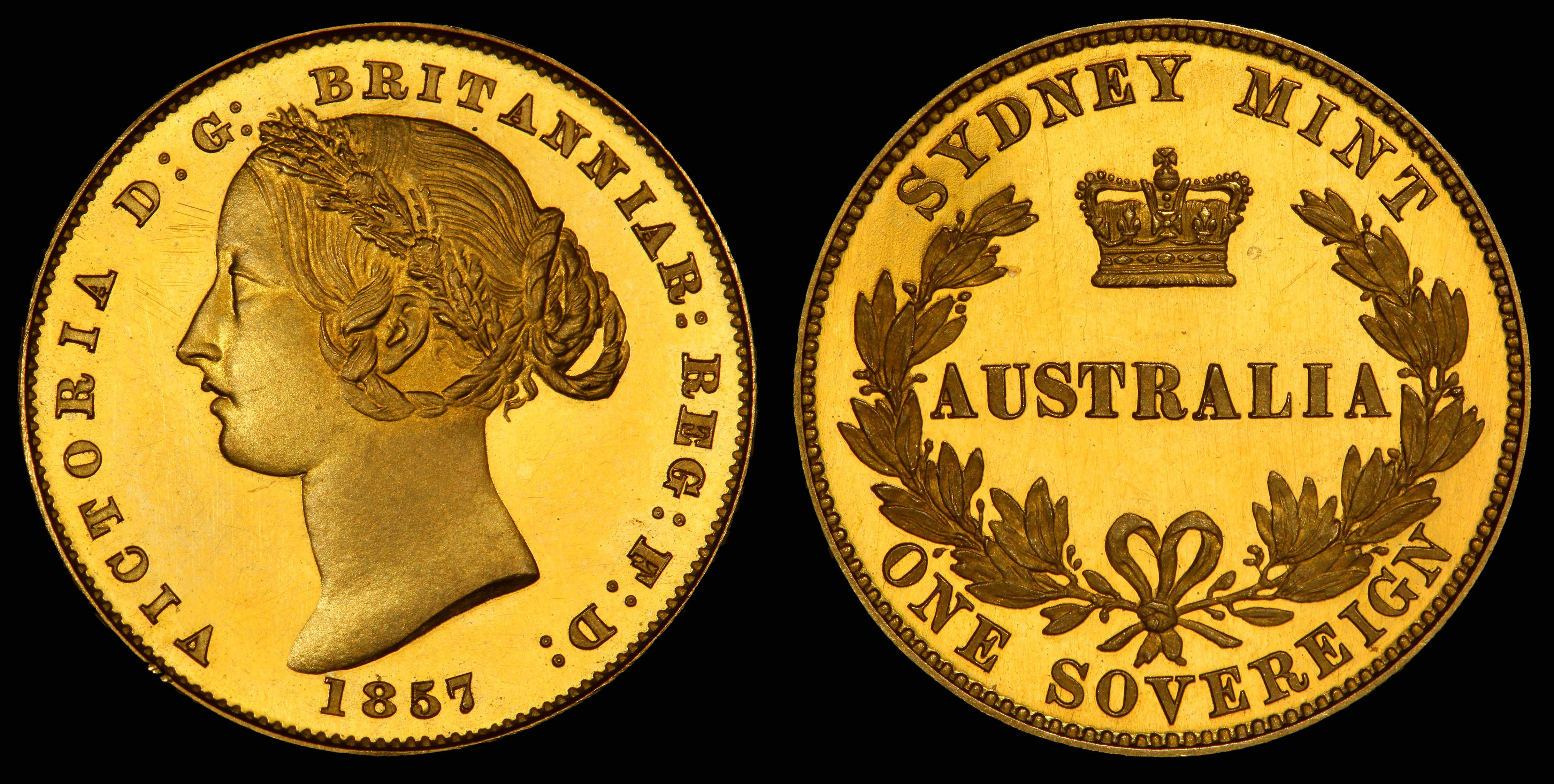
أستراليا 1857 الملك (إثبات)

استخدمت العملات الذهبية الغير رسمية خلال اندفاع الذهب في خمسينيات القرن التاسع عشر. كما استخدمت رموز التجار أيضًا بسبب نقص العملات المعدنية الناجم عن الزيادة الكبيرة في عدد السكان. ورفضت بريطانيا طلبات صنع العملات الذهبية في أديلايد عام 1852 للتعويض عن النقص في العملات المعدنية بعد سك 25000 قطعة من فئة الجنيه الواحد.
أول دار سك عملة رسمية في أستراليا كانت في سيدني وتأسست عام 1855. ثم أنتجت عملات ذهبية بتصميم أصلي بين عامي 1855 و1870 تحمل شعار "سيدني مينت -أستراليا - جنيه واحد" على أحد الجانبين وشعار الملكة فيكتوريا على الجانب الآخر أو شعار "سيدني مينت - أستراليا - نصف جنيه" قبل أن تبدأ في عام 1870 في سك العملات الذهبية بتصميم بريطاني. وكان الجنيه الذهبي الواحد يساوي جنيه إسترليني واحد.

## الجنيه
في عام 1901 أعطى اتحاد الكومنولث سلطة دستورية لإصدار العملات المعدنية وسحب هذه السلطة من الولايات. فاستمر استخدام العملات البريطانية حتى عام 1910 عندما قاموا بتقديم العملات الفضية الأسترالية. وشملت هذه العملات الفلورينات والشلنات والستة بنسات والثلاثة بنسات. وكان على أحد جانبيها صورة للملك إدوارد السابع. طرحت البنسات الأسترالية ونصف البنسات للتداول في العام التالي. أما في عام 1931 فقد توقف سك العملات الذهبية في أستراليا. ثم قاموا بسك عملة من فئة التاج أو الخمسة شلنات في عامي 1937 و1938.

## الدولار
حل الدولار الأسترالي محل الجنيه الأسترالي في 14 فبراير 1966 كجزء من عملية النظام العشري. في هذا الوقت أصدرت عملات معدنية بقيمة 1 و2 و5 و10 و20 و50 سنت. وقد صدرت العملات المعدنية بقيمة 1 دولار لأول مرة في عام 1984 وتبعتها العملات المعدنية بقيمة 2 دولار في عام 1988. أوقفت عملات السنت الواحد والسنتين في عام 1990 وسحبت من التداول في فبراير 1992.

## روابط خارجية
- دليل أسعار وقيم العملات الأسترالية
- أنواع العملات | دار سك العملة الملكية الأسترالية نسخة محفوظة 11 سبتمبر 2022 على موقع واي باك مشين.
- قيمة العملات الأسترالية | بلو شيت
- عملات كروزي نسخة محفوظة 22 April 2021 على موقع واي باك مشين.
- دليل العملات المعدنية قبل العشرية
- تاريخ العملات الأسترالية
- عملة أستراليا
- صور العملات الأسترالية
- العملات الأسترالية
- عملات معدنية من أستراليا – نادي العملات المعدنية عبر الإنترنت